# 歙州
歙州，中国隋朝时设置的州。
开皇九年（589年），隋灭陈后，改新安郡为歙州。原属新安郡的歙县、黟县、遂安县废。治所在海宁县（今安徽省休宁县万安镇）。开皇十一年（591年），复置歙县、黟县。开皇十八年（598年），改海宁县为休宁县。仁寿中，复置遂安县，属睦州。大业三年（607年），改歙州为新安郡，十三年（617年），移治歙县（今安徽省歙县）。辖境相当今安徽省歙县、绩溪、黟县、休宁、祁门等县和黄山市部分地及江西省婺源县地。
唐朝武德四年（621年）复为歙州，天宝元年（742年）又改新安郡，乾元元年（758年）复为歙州。北宋宣和三年（1121年）改为徽州。隋末汪华、唐方清、宋方腊皆曾起义于此。

## 行政区划
| 隋代行政区划变遷 | 隋代行政区划变遷 | 隋代行政区划变遷 | 隋代行政区划变遷 |
| 区划             | 開皇元年         | 区划             | 大業3年          |
| ---------------- | ---------------- | ---------------- | ---------------- |
| 州               | 東揚州           | 郡               | 新安郡           |
| 郡               | 新安郡           | 县               | 休寧县 歙县 黟县 |
| 县               | 休寧县 歙县 黟县 | 县               | 休寧县 歙县 黟县 |

| 唐朝歙州辖县 | 唐朝歙州辖县                                                         |
| ------------ | -------------------------------------------------------------------- |
| 618年        | 歙县、休宁县、黟县、梁安县                                           |
| 621年        | 歙县、休宁县、黟县（废除梁安县）                                     |
| 654年        | 歙县、休宁县、黟县（增北野县）                                       |
| 740年        | 歙县、休宁县、黟县、北野县（增婺源县）                               |
| 750年        | 歙县、休宁县、黟县、北野县、婺源县                                   |
| 765年        | 歙县、休宁县、黟县、北野县、婺源县（增阊门县）                       |
| 766年        | 歙县、休宁县、黟县、北野县、阊门县（改为祁门县）、婺源县（增归德县） |
| 767年        | 歙县、休宁县、黟县、北野县、祁门县、婺源县、归德县（增绩溪县）       |
| 769年        | 歙县、休宁县、黟县、祁门县、婺源县、绩溪县（废除北野县、归德县）     |
| 906年        | 歙县、休宁县、黟县、祁门县、婺源县、绩溪县                           |

## 刺史
唐朝歙州刺史
- 汪华（621年）
- 王雄诞（621年）
- 王大礼（668年—669年）
- 崔万石（674年）
- 韦瑜（唐高宗时）
- 卢广微（唐高宗、武后时）
- 苏瓌（武周时）
- 王子麟（景云年间）
- 韦虚心（开元前期）
- 郭茂贞（开元年间）
- 权若讷（开元年间）
- 李聿（开元年间）
- 杨忠梗（开元末年）
- 魏哲（开元、天宝年间）
- 新安郡太守
- 李廙（上元年间—762年）
- 李揆（762年）
- 庞浚（广德年间—765年）
- 长孙全绪（765年—767年）
- 萧复（771年）
- 薛邕（773年—775年）
- 陈某（大历年间）
- 吕季重（大历年间）
- 刘赞（781年）
- 崔淙（787年）
- 潘逢时（贞元年间）
- 陆傪（802年，未任）
- 崔倰（贞元后期）
- 薛抃（贞元年间）
- 卢瑗（804年—805年）
- 范传正（806年—809年）
- 韦绶（809年）
- 冯宿（819年—820年）
- 崔玄亮（820年—823年）
- 独孤迈（823年—826年）
- 卢弘止（开成年间）
- 邢群（846年）
- 裴休（847年—848年）
- 李敬方（850年—852年）
- 卢潘（855年）
- 德晦（857年）
- 崔某（860年—862年）
- 刘允章（863年）
- 卢肇（863年—866年）
- 任宇（866年）
- 萧骞（876年）
- 崔潼（876年）
- 张裕（乾符年间）
- 潘名（乾符年间—广明年间）
- 李曜（884年）
- 吴圆（884年—885年）
- 孙纬（唐僖宗时）
- 涛（唐僖宗时）
- 陆希声（唐僖宗、昭宗时）
- 裴枢（891年—893年）
- 陶雅（893年—907年）
- 卢庭昌
- 曹愚